# Blepisanis magnanii
Blepisanis magnanii là một loài bọ cánh cứng trong họ Cerambycidae.